# Labarna (cím)
Labarna vagy tabarna egy hettita uralkodó neve, a későbbiekben a hettita királyok egyik uralkodói címe volt. Nem tudjuk azonban, hogy az I. Labarnasz néven ismert uralkodónak ténylegesen ez volt-e a neve, uralkodói névként vette-e fel, vagy már nála is címként volt használatos. Az is homályos, hogy az őt követő I. Hattuszilisz névként vagy címként vette-e fel, az bizonyos, hogy használta. Sőt már ekkor névvé vált, mivel Hattuszilisz másodikként kijelölt trónörökösének Labarnasz volt a neve.
A név etimológiáját Craig Melchert a proto-indoeurópai (PIE) *dheb-ro- hipotetikus ősnyelvi szóra vezeti vissza, ebből a tapar- szótövet képzi, amelynek jelentése erős, vagyis a tapar-na(sz) jelentése erős/egyetlen uralkodó lenne, másképp hatalmas király. Amennyiben ez az etimológia igaz, az kizárná a születési nevet, vagyis akkor a Labarnasz néven nevezett uralkodó valódi nevét nem ismerjük.
Az I. Labarnaszt követő uralkodók között csak elvétve akad olyan, aki ne vette volna fel címként a labarna jelzőt, és a királyi családban is gyakori névvé vált. A név az újhettita időkben is fennmaradt. A jelentősen torzító asszír forrásokból Unki királyaként ismert Lubarna név valószínűleg Labarnasz nevű személyt takar.